# Серебрянский (Мурманская область)
Серебрянский — бывший рабочий посёлок в Кольском районе Мурманской области РСФСР. Располагался на правом берегу реки Воронья.
Население в 1970 году — 4119 человек.
Посёлок Серебрянский образован 19 ноября 1965 года согласно решению Мурманского облисполкома на территории Кольского района Мурманской области для обеспечения строительства Серебрянских ГЭС. Решением Мурманского облисполкома от 12 апреля 1978 года № 160 упразднён Серебрянский поселковый Совет и из учётных данных исключён рабочий посёлок Серебрянский как несуществующий.